# Bomolochus decapteri
Bomolochus decapteri is een eenoogkreeftjessoort uit de familie van de Bomolochidae. De wetenschappelijke naam van de soort is voor het eerst geldig gepubliceerd in 1936 door Yamaguti.